# Bodhisattva
Een bodhisattva (Sanskriet: bodhisattva; Pali: bodhisatta) is in het Mahayana-boeddhisme 
een wezen (sattva) dat naar verlichting (bodhi) streeft. Bodhisattva's kunnen mythische of historische figuren en zelfs levende personen zijn. Bodhisattva's zijn voor Mahayana-boeddhisten heilige figuren, die aanbeden worden. Mahayana-tempels bevatten doorgaans beelden en afbeeldingen van vele bodhisattva's. In het Theravada wordt de term bodhisatta gebruikt, maar binnen die stroming spelen bodhisattva's geen belangrijke rol. Het verschil van belang dat het Mahayana aan bodhisattva's toekent ten opzichte van de oudere leer van het Theravada is een van de voornaamste verschillen tussen de twee.
Een bodhisattva kiest er uit genade voor de verlichting op te geven en op de aarde te blijven om mens en dier te helpen.

## Theravada: Bodhisatta
In de Pali-canon van het Theravada-boeddhisme verwijst de term bodhisatta naar de Boeddha voordat hij opperste verlichting (nirvana) bereikte. Op het moment dat hij deze verlichting bereikte was hij geen bodhisatta meer maar een boeddha. In de suttas van de Pali-canon gebruikt de Boeddha vaak de zinsnede "toen ik nog een bodhisatta was". Hiermee verwees hij naar zijn huidige leven vóór zijn 35e jaar, toen hij het boeddhaschap behaalde. In de Jatakas verwijst bodhisatta ook naar de vorige levens van de Boeddha. Een bodhisatta is dus niet een verlicht persoon, maar is iemand die ernaar streeft de verlichting van een compleet ontwaakte boeddha te bereiken. Deze opvatting kan ook in de commentariële werken van het Theravada, zoals de Buddhavamsa, de Caryapitaka en de Visuddhi Magga, teruggevonden worden.
De traditie is dat van iemand die werkelijk naar het boeddhaschap streeft, dit ook door een boeddha gevalideerd wordt; een boeddha zal de aspirant-bodhisatta vertellen dat hij in werkelijkheid het boeddhaschap zal bereiken. De weg die de bodhisatta hierna nog moet doorlopen is uiterst lang; het is een weg van zelf-perfectie die biljoenen jaren en zeer veel levens in beslag neemt. Het leven direct vóórdat een bodhisatta het boeddhaschap bereikt wordt doorgebracht in de Tusita hemel.
De Jataka-verhalen uit de Pali-canon zijn verhalen over de vorige levens van de Boeddha, toen hij een bodhisatta was, strevend naar het perfectioneren van de paramitas (karaktereigenschappen). In deze verhalen was de bodhisatta soms een dier, soms een mens en soms een god. In een aantal van deze Jataka-verhalen brak de bodhisatta het basisniveau van moraliteit van De Vijf Voorschriften; het voorschrift tegen liegen brak hij echter nooit. Een paar van deze verhalen zijn zeer oud en stammen zelfs uit voor-boeddhistische tijd, maar andere zijn relatief laat en zijn na het overlijden of Parinibbana van de Boeddha opgesteld.
De term bodhisatta wordt alleen gebruikt om te verwijzen naar de verlichting van een Boeddha, niet naar de verlichting van een discipel (een arahant). Ajahn Mun, een beroemde Thaise bosmonnik in de eerste helft van de twintigste eeuw, was een bodhisatta totdat hij zich realiseerde hoelang het nog duurde voordat hij het boeddhaschap zou bereiken, en hoe veel lijden hij nog zou moeten doormaken voordat er een einde aan zou komen door het behalen van het boeddhaschap. Hij besloot toen het pad van de bodhisatta op te geven en zich te richten op het behalen van het arahantschap, wat hij nog tijdens zijn leven behaalde. Voor het behalen van het arahantschap hoeft iemand niet geperfectioneerd van karakter te zijn. Een arahant behaalt hetzelfde einde aan het lijden dat een boeddha behaalt, maar is afhankelijk van een boeddha om hem uit te leggen wat precies het einde aan het lijden is en hoe dit bereikt kan worden.
Thais geloven dat de koning van Thailand een bodhisatta is. Ook van verschillende hooggeachte monniken in Thailand wordt aangenomen dat zij bodhisattas zijn. De bodhisatta die het dichtst bij het boeddhaschap is, is Maitreya, de volgende (toekomstige) Boeddha.

## Mahayana: Bodhisattva
Na het ontstaan van het Mahayana (Mahayana is Sanskriet voor 'Groot Voertuig') wordt het begrip bodhisattva gebruikt in een nieuwe context. In de vroege geschriften van het Mahayana worden de namen arhat (Sanskriet voor het Pali-woord arahant) en bodhisattva met elkaar in contrast gesteld en is een bodhisattva niet slechts een wezen dat naar Verlichting streeft, maar ook een 'Verlichtend Wezen', een wezen dat heel actief anderen bijstaat op het pad naar boeddhaschap. Deze opvatting kan teruggevonden worden in de Lotus-soetra en de Avatámsaka-soetra uit de eerste eeuwen van de westerse jaartelling.
De nieuwe opvatting over de bodhisattva als gids wordt dan in nog weer latere tijden uitgebreid tot zelfs niet-ademende dingen zoals de wierookwolken die in de ochtend vanuit de tempelhal opstijgen en meehelpen de geest van de recitanten voor die dag in de juiste richting te zetten.
De bodhisattva-carrière begint op het niveau van de gewone mens, en eindigt op een onzegbaar niveau waar nog slechts Boeddhakwaliteit is. En aangezien Boeddha volgens het Mahayana alle kwaliteiten is, zijn de manifestaties daarvan, de bodhisattvas, ontelbaar. Op het niveau van de gewone mens neemt men zich voor de bodhicitta te ontwikkelen, de permanente staat van geest die gericht is op het bereiken van boeddhaschap en het weldoend aanwezig zijn in de wereld.
Soms wordt wel gezegd dat de bodhisattva ook op het hoogste niveau zijn Verlichting uitstelt om alle andere wezens bij te kunnen staan. Dit is volgens sommige Mahayanageschriften echter onjuist. Deze geschriften stellen dat Verlichting er in ieder wezen altijd al is geweest. Iedereen heeft Boeddha-natuur. Dit moet alleen nog geactualiseerd en gerealiseerd worden. Wanneer een Bodhisattva dit vervolgens doet, beseft deze dat er "niets te bereiken valt".
Het pad van de bodhisattva wordt uitgebreid beschreven in een van de boeken van de Avatámsaka-soetra, de Tien Stadia. In een ander boek van diezelfde soetra worden de in het Mahayana zeer populaire 52 stadia van bodhisattvaschap beschreven. In dit boek bezoekt een jongeling genaamd Sóédhana 52 geestelijk leiders en leidsters vooraleer hij op het eindpunt is beland. Aan het einde van zijn zoektocht is Sóédhana nog steeds een jongeling, wat ernaar wijst dat tijd afwezig is in de legendarisch-mythische ruimte waar het verhaal zich afspeelt. Aan het einde van de soetra nodigt hij anderen uit naar zijn land te komen en dus ook de cultivatie van het boeddhaschap te ondernemen.

### Bekende bodhisattvas
- De bodhisattva van Groot Mededogen wordt ook wel Avalokiteshvara (India), Chenrezig (Tibet), Guanyin (China) of Kannon (Japan) genoemd. Tibetanen geloven dat de dalai lama de fysieke representatie van Chenrezig is.
- Manjushri, Grote Wijsheid
- Samantabhadra, Perfecte Activiteit - Manjushri en Samantabhadra flankeren vaak het beeld van Sakyamuni Boeddha. In het Vajrayana en in de tradities die de Avatamsaka-soetra als gidstekst hanteren, staan beiden ter weerszijden van Vairocana Boeddha, Boeddhaschap-als-zodanig of de Oer-Boeddha.
- Mahasthamaprapta, Groot Stamina, die in het Chinees Dashizhi heet, flankeert samen met Avalokiteshvara of Guanyin de Boeddha van het Westelijke Zuivere Land, Amitabha Boeddha.

## Verwijzingen
- Bron: Website Buddha-Dharma
- Zie ook: Lijst van bodhisattva's